# Maria Pilar Jordá Botella
Maria Pilar Jordá Botella, Maria Pilar Jorda Botella (ur. 26 stycznia 1905 w Alcoy, zm. 26 września 1936 w Benifallim pod Alicante) – błogosławiona Kościoła katolickiego.

## Życiorys
Urodziła się 26 stycznia 1905 roku bardzo religijnej rodzinie. Otrzymała sakrament bierzmowania, a w dniu 21 kwietnia 1912 roku przystąpiła do pierwszej Komunii świętej. Była członkiem Akcji Katolickiej i działaczką katolickich organizacji zawodowych. W czasie wojny domowej milicjant próbował ją zgwałcić, wówczas broniła się przed nim i została zamordowana. Padła ofiarą antykatolickich prześladowań religijnych okresu wojny domowej w Hiszpanii.
Marię Pilar Jordá Botellę beatyfikował Jan Paweł II w dniu 11 marca 2001 roku jako męczennicę zamordowaną z nienawiści do wiary (łac. odium fidei) w grupie 232 towarzyszy Józefa Aparicio Sanza.